# Tomáš Marcinko
Tomáš Marcinko (* 11. April 1988 in Poprad, Tschechoslowakei) ist ein slowakischer Eishockeyspieler, der seit Juni 2023 beim HC Kometa Brno in der tschechischen Extraliga unter Vertrag steht.

## Karriere
Tomáš Marcinko begann seine Karriere als Eishockeyspieler beim HC Košice, für den er 2005 auch sein Profidebüt in der slowakischen Extraliga gab. In der folgenden Saison stand er parallel für die U20-Mannschaft und die Herren-Mannschaft des Vereins auf dem Eis und absolvierte zudem neun Spiele für den HKm Humenné in der zweithöchsten slowakischen Spielklasse. Mit 47 Punkten aus 35 Spielen war er unter den besten zehn Scorern der U20-Liga und führte zudem die Plus/Minus-Wertung der Spielklasse an.
Im NHL Entry Draft 2006 wurde Marcinko in der vierten Runde an insgesamt 115. Position von den New York Islanders ausgewählt. Anschließend wechselte der Stürmer nach Nordamerika und schloss sich den Barrie Colts aus der Ontario Hockey League an, die ihn bereits ein Jahr zuvor in der ersten Runde des CHL Import Draft als insgesamt 55. Spieler gezogen hatten. Vor der Saison 2007/08 wurde Marcinko zum Mannschaftskapitän der Colts ernannt und war damit der erste Europäer, der das Kapitänsamt eines OHL-Teams übernahm. Nachdem er die Saison mit 45 Punkten aus 48 Spielen als drittbester Scorer der Colts abgeschlossen hatte, unterzeichnete er einen Einstiegsvertrag über drei Jahre mit den New York Islanders.
Zur Saison 2008/09 wechselte Marcinko zu den Bridgeport Sound Tigers, dem Farmteam der Islanders, in die American Hockey League. In den folgenden vier Jahren gehörte er fest zum AHL-Kader in Bridgeport, kam allerdings zu keinem einzigen Einsatz in der National Hockey League. Im August 2012 wechselte er schließlich zurück nach Europa und unterzeichnete einen Probevertrag bei MODO Hockey aus der schwedischen Elitserien. Dort erhielt er allerdings nach vier Einsätzen keinen Platz im Kader, sodass er zum HC Košice in die Extraliga zurückkehrte.
Zwischen 2014 und 2016 spielte er für den HC Pardubice in der tschechischen Extraliga und absolvierte dabei über 120 Partien für den Club. Anschließend wurde er im Juli 2016 von Kunlun Red Star aus der Kontinentalen Hockey-Liga verpflichtet und absolvierte über 60 KHL-Partien für den neu gegründeten Klub aus Peking. Im Juni 2017 kehrte er nach Tschechien zurück und unterschrieb einen Vertrag beim HC Oceláři Třinec. Am Ende der Spielzeiten 2018/19, 2020/21 und 2021/22 gewann er jeweils mit den Stahlkumpeln die tschechische Meisterschaft.

### International
Marcinko vertrat die slowakische Auswahl erstmals bei der World U-17 Hockey Challenge 2004, wo er fünf Tore in fünf Spielen erzielte. Auch bei den U18-Junioren-Weltmeisterschaften 2005 und 2006 stand der Angreifer im Aufgebot der Slowakei. In den folgenden beiden Jahren wurde er erneut in die slowakische Auswahl berufen und erzielte bei den U20-Junioren-Weltmeisterschaften 2007 und 2008 insgesamt zehn Scorerpunkte in zwölf Spielen.

## Erfolge und Auszeichnungen
- 2014 Slowakischer Meister mit dem HC Košice
- 2019 Tschechischer Meister mit dem HC Oceláři Třinec
- 2021 Tschechischer Meister mit dem HC Oceláři Třinec
- 2022 Tschechischer Meister mit dem HC Oceláři Třinec
- 2023 Tschechischer Meister mit dem HC Oceláři Třinec

## Karrierestatistik

### International
Vertrat die Slowakei bei:
| - World U-17 Hockey Challenge 2004 - U18-Junioren-Weltmeisterschaft 2005 - U18-Junioren-Weltmeisterschaft 2006 - U20-Junioren-Weltmeisterschaft 2007 - U20-Junioren-Weltmeisterschaft 2008 | - Olympischen Winterspielen 2014 - Weltmeisterschaft 2014 - Olympischen Winterspielen 2018 - Weltmeisterschaft 2018 |

(Legende zur Spielerstatistik: Sp oder GP = absolvierte Spiele; T oder G = erzielte Tore; V oder A = erzielte Assists; Pkt oder Pts = erzielte Scorerpunkte; SM oder PIM = erhaltene Strafminuten; +/− = Plus/Minus-Bilanz; PP = erzielte Überzahltore; SH = erzielte Unterzahltore; GW = erzielte Siegtore; 1 Play-downs/Relegation; Kursiv: Statistik nicht vollständig)